# Giovanni di Bartolo

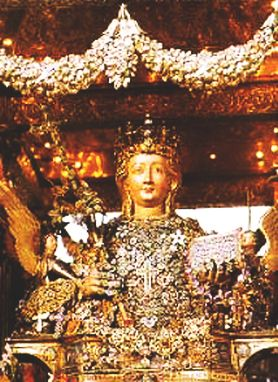
Il busto reliquiario di Sant'Agata

Giovanni di Bartolo (Siena, ... – dopo il 1404) fu uno scultore e orafo senese del XIV secolo.

## Biografia
Operante ad Avignone dal 1369 al 1372 regalò al  Papa Urbano V due busti reliquiari di San Pietro e San Paolo destinati alla Basilica di San Giovanni in Laterano ma nulla si sa più di queste opere di oreficeria.

### Il busto reliquiario di sant'Agata
L'unico lavoro noto a lui attribuito è il celebre busto reliquiario di sant'Agata da lui realizzato insieme a maestranze francesi negli ultimi anni della sua vita su commissione del vescovo di Catania Marziale, nativo di Limoges, che era stato sollecitato da Papa Gregorio XI. Il busto si basa sui modelli francesi dell’epoca, di conseguenza, è affiancato da due angeli con le ali spiegate posti ai lati della santa catanese. Esso è pervenuto fino ai giorni nostri ed è un'opera di alta oreficeria. È arricchito da oltre 300 ex voto donati a sant'Agata nel corso dei secoli, ed è conservato nella Cattedrale di Sant'Agata a Catania, insieme ad uno scrigno realizzato dal famoso orafo Vincenzo Archifel.